# Randall Dougherty

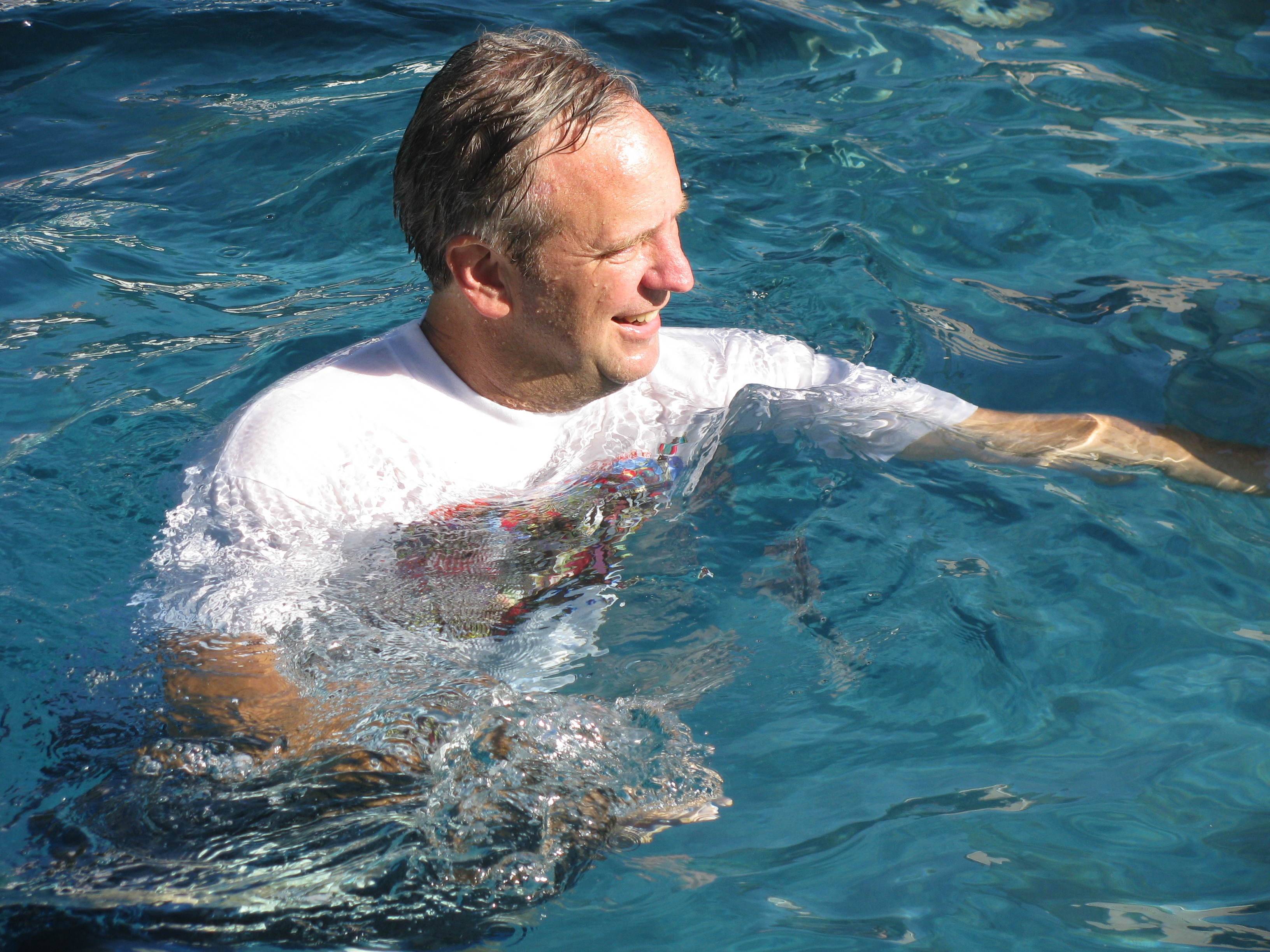

Randall Lee Dougherty (* 1961) ist ein US-amerikanischer Mathematiker.
Dougherty gewann dreimal die US-Mathematikolympiade (1976, 1977, 1978) erhielt 1977 eine Goldmedaille und 1976 und 1978 eine Silbermedaille auf der Internationalen Mathematikolympiade und war dreifacher Gewinner des Putnam Wettbewerbs (1978, 1979, 1980). Er wurde 1985 an der University of California, Berkeley, bei Jack Silver promoviert (Narrow Coverings of Omega Product Spaces). Er ist Professor an der Ohio State University. 1992 wurde er Sloan Research Fellow.
Dougherty befasst sich mit verschiedenen Gebieten der Mathematik, unter anderem Mengenlehre, reelle Analysis, Kodierungstheorie, rechnergestützte Geometrie.
1994 löste er ein sechzig Jahre altes Problem von Edward Marczewski mit Matthew Foreman: sie zeigten, dass Banach-Tarski-Zerlegungen der Einheitskugel mit Baire-Eigenschaft existieren.
2005 zeigte er, dass lineare Codes keine optimale Eignung bei Verwendung in Netzwerken besitzen.